# Doug Stone (acteur)
Pour les articles homonymes, voir Doug Stone.
Doug Stone est un acteur canadien spécialiste du doublage né le 27 décembre 1950 à Toronto.

## Filmographie
- 1985 : Shock Chamber (TV) : The Peddler / Cameron / Stan (segments "Symbol of Victory" / "Country Hospitality" / "The Injection")
- 1985 : MASK (série télévisée) : Matt Trakker, Hondo MacLean, Dusty Hayes, Bruce Sato, Boris Bushkin, Nash Gorey, Bruno Sheppard, Maximus Mayhem (voix)
- 1986 : Ken le Survivant : Torture Victim
- 1989 : Dirty Pair (vidéo) (voix)
- 1992 : Conan l'Aventurier ("Conan: The Adventurer") (série télévisée) : Additional Voices (voix)
- 1993 : Morudaibâ (vidéo) : Professor Amagi / Machinegal (English version)
- 1993 : Jûbei ninpûchô (voix)
- 1994 : XXX's & OOO's (TV) : Cameo appearance
- 1994 : The Rook
- 1995 : BattleTech (série télévisée) : Additional Voices (voix)
- 1996 : Mutant League (série télévisée)
- 1996 : Mobile Suit Gundam : The 08th MS Team (série télévisée) (voix)
- 1997 : Le Cygne et la Princesse 2 : Le Château des Secrets (The Swan Princess II: Escape from Castle Mountain) : Speed (voix)
- 1997 : Armitage III: Poly Matrix (vidéo) : Coroner (voix)
- 1997 : Beetleborgs Metallix (série télévisée) : Dragonborg (voix)
- 1998 : The Swan Princess: Sing Along (voix)
- 1998 : Outlaw Star (série télévisée) : Mikey / Additional Voices (voix)
- 1998 : Bio Zombie : Cop B / Sai Fai / Movie Actor 2 / Zombies
- 1998 : Le Cygne et la princesse 3 : Le Trésor Enchanté (The Swan Princess: The Mystery of the Enchanted Kingdom) : Speed (voix)
- 1998 : An American Tail: The Treasure of Manhattan Island (vidéo) : Looper (voix)
- 1999 : Saber Marionette J Again (série télévisée) (voix)
- 1999 : An American Tail: The Mystery of the Night Monster (vidéo) : Looper (voix)
- 2000 : Rurouni Kenshin (série télévisée) : Toshimichi Okubo (voix)
- 2001 : Osmosis Jones : Additional Character Voice (voix)
- 2001 : The Next Big Thing : Mr. Willard
- 2002 : Saddle Rash (TV) (voix)
- 2002 : Lilo et Stitch : Additional Voice (voix)
- 2004 : Tenjho tenge (série télévisée) : Tetsu (English Version)
- 2006 : Leroy et Stitch (TV) : Additional Voice Talent
- 2012 : Le Cygne et la Princesse : Un Noël enchanté (The Swan Princess Christmas) : Speed (voix)

## Ludographie
- Battlezone : Officier mineur
- Série BlazBlue :  Valkenhayn R. Hellsing
- Final Fantasy Crystal Chronicles: Crystal Bearers : Cid
- Fire Emblem Echoes: Shadows of Valentia : Mycen
- Fire Emblem Heroes : Mycen
- Fire Emblem: Three Houses : Gilbert Pronislav, Ludwig von Aegir
- Fire Emblem Warriors: Three Hopes : Gilbert Pronislav, Ludwig von Aegir
- Marvel vs. Capcom: Infinite : Dr. Light
- Master Detective Archives: Rain Code : Servant, robot chercheur
- Mega Man 11 : Dr. Light
- Metal Gear Solid : Psycho Mantis
- Metal Gear Solid: The Twin Snakes : Psycho Mantis
- Metal Gear Solid 4: Guns of the Patriots : Psycho Mantis
- ParaWorld : Taslov
- Pryzm, Chapter 1: The Dark Unicorn : Karrock
- Quest for Glory V: Dragon Fire : Abdull, Arestes, Gort, Ugarte, Wolfie
- Rave Master : Let Dahaka
- Star Trek: Judgment Rites : Cicissa, Jakesey, Schiller
- StarCraft II: Wings of Liberty : Edmund Duke
- The Space Adventure – Cobra: The Legendary Bandit : Cobra
- Tiny Toon Adventures: Buster and the Beanstalk : Voix additionnelles
- Xenoblade Chronicles X : Voix additionnelles

## Anecdotes
- Doug Stone incarne la voie Anglaise de Psycho Mantis dans le jeu Metal Gear Solid de Hideo Kojima. Il apparaît dans les premier et le dernier volets de la série des MGS.